# Andrea Rauber Saxer
Andrea Rauber Saxer (* 1968 in Brugg, Schweiz) ist eine Schweizer Diplomatin. Sie war von 2016 bis 2020 Botschafterin der Schweizerischen Eidgenossenschaft in Bosnien-Herzegowina.

## Werdegang
Andrea Rauber Saxer wuchs in Brugg, Schweiz auf. Von 1994 bis 1996 studierte sie Internationales Recht und Diplomatie an der Fletcher School of Law and Diplomacy der Tufts University. 1995 bis 1996 war sie zusätzlich am Hochschulinstitut für internationale Studien und Entwicklung in Genf eingeschrieben. Von 2005 bis 2008 arbeitete sie beim Bundesamt für Zivilluftfahrt und koordinierte unter anderem Fluglärmgespräche mit Deutschland. Später war Andrea Rauber Saxer als außenpolitische Beraterin der Schweizer Bundesräte Hans-Rudolf Merz und Doris Leuthard tätig. Von 2011 bis 2015 arbeitete sie als stellvertretende Leiterin der Ständigen Schweizer Mission bei der OSZE und anderen internationalen Organisationen.